# Mathias Tanner
Mathias Tanner, né le 28 février 1630 à Pilsen, en Bohème (Tchéquie) et décédé le 8 février 1692 à Prague, est un prêtre jésuite tchèque, théologien, historien et écrivain. Il occupa plusieurs fonctions de gouvernement parmi les Jésuites de Tchéquie.

## Biographie
Né, en 1630, à Pilsen, dans la Bohême, il entre dans l’ordre jésuite à seize ans (23 septembre 1646) et fait son noviciat à Brno (Moravie). A la fin de sa formation spirituelle et académique le jeune Mathias est ordonné prêtre (probablement) en 1659, à Prague. Son premier poste est à Olomouc où il enseigne l’éthique et la philosophie (1662-1670) et également et la théologie à Prague à partir de 1668.
De 1671 à la fin de sa vie le père Tanner fut supérieur religieux des Jésuites de son pays dans différentes maisons et institutions. A Prague, il fut par deux fois recteur (1671-1672, 1682-1686) du collège Saint-Ignace et recteur (1672-1675) de l’Université (le ‘Clementinum’), deux fois supérieur (1679-1682, 1689-1692) de la maison professe, et deux fois Supérieur provincial (1676-1679 et 1686-1689). S’il a enseigné la philosophie à Olomouc le père Tanner est surtout connu comme professeur de théologie et d’Écriture Sainte. En tant que provincial des Jésuites il visita Rome en 1675.
Il publia un traité en l’honneur de l’Eucharistie. Fréquemment engagé dans des controverses avec les protestants il défend dans son Dialogus controversisticus de 1669) la possibilité qu’un pasteur protestant converti au catholicisme  puisse être ordonné prêtre du vivant de sa femme (avec son consentement).
Ses œuvres historiques ne sont pas originales, elles dépendent de recherches faites par d’autres. C’est pourtant ces écrits-là qui perpétuent sa mémoire. Il était également très zélé comme prédicateur, de confesseur et directeur de ‘congrégations mariales’ et conseiller de ceux qui se tournaient vers lui. Il a été le premier supérieur à permettre l’admission du tchèque aux examens, « parce que la langue tchèque », disait-il « est très importante dans la province ». Son frère aîné, Jan Tanner, était également jésuite.

## Écrits
Le père Tanner était grand promoteur de la langue tchèque dont il permettait l'usage lors des examens. Il laissa également quelques opuscules en langue tchèque, parmi lesquels on cite une histoire du mont Olivet (près de Stambourg, en Moravie).
- Cruentum Christi sacrificium incruento missæ sacrificio explicatum, Prague, 1666.
- Dialogus controversisticus, Prague, 1669.
- Societas Jesu usque ad sanguinis et vitæ profusionem in Europa, Asia, Africa et America militans ; sive vitæ et mortes eorum qui in causa fidei interfecti sunt, ibid., 1675, in-fol., fig.
- Historia societ. Jesu ; sive vitæ et gesta præclara PP. Soc., ibid., 1694.